# レベッカのお買いもの日記
『レベッカのお買いもの日記』（レベッカのおかいものにっき、The Secret Dreamworld of a Shopaholic）は、ソフィー・キンセラによるイギリスのベストセラー小説シリーズ。アメリカでの題名は『Confessions of a Shopaholic』。
イギリスでは2000年に、日本では2003年3月にヴィレッジブックスによって出版された。

## あらすじ
新卒の金融ジャーナリストで、重度の買い物依存症のレベッカ・ブルームウッドがニューヨークのマンハッタンへ。カード返済で首がまわらない彼女だが、金融アドバイスのコラムニストになったうえ、裕福な事業家と恋におちるが…。

## 映画
アメリカでは2009年2月13日にタッチストーン・ピクチャーズ配給で公開。日本では『お買いもの中毒な私!』という題名で2009年5月30日にウォルト・ディズニー・スタジオ配給で公開された。